# Phytoseius paludis
Phytoseius paludis är en spindeldjursart som beskrevs av De Leon 1965. Phytoseius paludis ingår i släktet Phytoseius och familjen Phytoseiidae. Inga underarter finns listade i Catalogue of Life.